# Buddleja
|  | No s'ha de confondre amb Budleia. |

Buddleja és un gènere de plantes angiospermes de la família de les escrofulariàcies (Scrophulariaceae. Són plantes natives de les parts càlides del Nou Món, des del sud dels Estats Units fins a Xile, mentre que al Vell Món ho són de l'Àfrica i Àsia mentre són absents (com planta nativa) d'Europa i Austràlia.
La majoria de les espècies del gènere són arbustives i unes poques són arbres.

## Taxonomia
Aquest gènere va ser publicat per primer cop l'any 1753 a l'obra Species Plantarum de Carl von Linné (1707-1778).
 Abans, el botànic escocès William Houstoun (1695-1733) havia dut les plantes d'Amèrica i havia proposat el nom de Buddlea en honor al botànic anglès Adam Buddle (1662–1715).
El nom científic ha tingut diferents formes. Segons l'ús actual del neollatí utilitzat a la nomenclatura botànica, el nom del gènere hauria de ser Buddleiaper derivar de "Buddle", però en les edicions de 1753 i 1754 del seu Species Plantarum Linné va utilitzar la forma Buddleja, una ortografia antany habitual. Amb el curs del temps, el Codi Internacional de Nomenclatura d'algues, fongs i plantes va esdevenir més estricte, però a l'edició del 2006 va decidir que en aquest cas, s'ha d'utilitzar l'ortografia original de Linnaeus, amb «J».
El DIEC, el Termcat i l'Enciclopèdia Catalana van acceptar l'ortografia catalanitzada "budleia" amb una «D» i «I» com nom comú per a l'espècie Buddleja davidii i les seves varietats, antigament usada en jardineria i l'única naturalitzada a Catalunya, però prohibida des del 2012 per invasora.

### Espècies
Dins del gènere Buddleja es reconeixen les 111 espècies següents:
- Buddleja acuminata Poir.
- Buddleja albiflora Hemsl.
- Buddleja alternifolia Maxim.
- Buddleja americana L.
- Buddleja anchoensis Kuntze
- Buddleja angusticarpa (E.M.Norman & L.B.Sm.) G.P.Coelho & Miotto
- Buddleja araucana Phil.
- Buddleja aromatica J.Rémy
- Buddleja asiatica Lour.
- Buddleja auriculata Benth.
- Buddleja axillaris Willd. ex Roem. & Schult.
- Buddleja bhutanica T.Yamaz.
- Buddleja blattaria J.F.Macbr.
- Buddleja bordignonii G.P.Coelho & Miotto
- Buddleja brachiata Cham. & Schltdl.
- Buddleja brachystachya Diels
- Buddleja bullata Kunth
- Buddleja candida Dunn
- Buddleja cardenasii Standl. ex E.M.Norman
- Buddleja caryopteridifolia W.W.Sm.
- Buddleja cestriflora Cham.
- Buddleja chapalana B.L.Rob.
- Buddleja chenopodiifolia Kraenzl.
- Buddleja colvilei Hook.f.
- Buddleja cordata Kunth
- Buddleja cordobensis Griseb.
- Buddleja coriacea J.Rémy
- Buddleja corrugata M.E.Jones
- Buddleja crispa Benth.
- Buddleja crotonoides A.Gray
- Buddleja cuneata Cham.
- Buddleja curviflora Hook. & Arn.
- Buddleja cuspidata Baker
- Buddleja davidii Franch.
- Buddleja delavayi L.F.Gagnep.
- Buddleja diffusa Ruiz & Pav.
- Buddleja domingensis Urb.
- Buddleja dysophylla (Benth.) Radlk.
- Buddleja elegans Cham. & Schltdl.
- Buddleja euryphylla Standl. & Steyerm.
- Buddleja fallowiana Balf.f. & W.W.Sm.
- Buddleja filibracteolata J.A.González & J.F.Morales
- Buddleja forrestii Diels
- Buddleja fragifera Leeuwenb.
- Buddleja fusca Baker
- Buddleja globosa Hope
- Buddleja glomerata H.L.Wendl.
- Buddleja grandiflora Cham. & Schltdl.
- Buddleja hatschbachii E.M.Norman & L.B.Sm.
- Buddleja hieronymi R.E.Fr.
- Buddleja hypsophila I.M.Johnst.
- Buddleja ibarrensis E.M.Norman
- Buddleja incana Ruiz & Pav.
- Buddleja indica Lam.
- Buddleja interrupta Kunth
- Buddleja iresinoides (Griseb.) Hosseus
- Buddleja jamesonii Benth.
- Buddleja japonica Hemsl.
- Buddleja jinsixiaensis R.B.Zhu
- Buddleja kleinii E.M.Norman & L.B.Sm.
- Buddleja lanata Benth.
- Buddleja lindleyana Fortune
- Buddleja lojensis E.M.Norman
- Buddleja longiflora Brade
- Buddleja longifolia Kunth
- Buddleja loricata Leeuwenb.
- Buddleja macrostachya Benth.
- Buddleja madagascariensis Lam.
- Buddleja marrubiifolia Benth.
- Buddleja megalocephala Donn.Sm.
- Buddleja mendozensis Gillet ex Benth.
- Buddleja microstachya E.D.Liu & H.Peng
- Buddleja misionum Kraenzl.
- Buddleja montana Britton
- Buddleja multiceps Kraenzl.
- Buddleja myriantha Diels
- Buddleja nitida Benth.
- Buddleja nivea Duthie
- Buddleja normaniae J.H.Chau
- Buddleja oblonga Benth.
- Buddleja officinalis Maxim.
- Buddleja paniculata Wall.
- Buddleja parviflora Kunth
- Buddleja perfoliata Kunth
- Buddleja pichinchensis Kunth
- Buddleja polycephala Kunth
- Buddleja polystachya Fresen.
- Buddleja pulchella N.E.Br.
- Buddleja racemosa Torr.
- Buddleja ramboi L.B.Sm.
- Buddleja rinconensis (Mayfield) J.H.Chau
- Buddleja rufescens Willd.
- Buddleja saligna Willd.
- Buddleja salviifolia (L.) Lam.
- Buddleja scordioides Kunth
- Buddleja sessiliflora Kunth
- Buddleja simplex Kraenzl.
- Buddleja skutchii C.V.Morton
- Buddleja soratae Kraenzl.
- Buddleja speciosissima Taub.
- Buddleja sphaerocalyx Baker
- Buddleja stachyoides Cham. & Schltdl.
- Buddleja suaveolens Kunth & C.D.Bouché
- Buddleja subcapitata E.D.Liu & H.Peng
- Buddleja thyrsoides Lam.
- Buddleja tsetangensis C.Marquand
- Buddleja tubiflora Benth.
- Buddleja tucumanensis Griseb.
- Buddleja utahensis Coville
- Buddleja vexans Kraenzl. & Loes. ex E.M.Norman
- Buddleja yunnanensis L.F.Gagnep.

### Híbrids
S'han descrit els següents híbrids naturals:
- Buddleja × alata Rehder & E.H.Wilson
- Buddleja × griffithii (C.B.Clarke) C.Marquand
- Buddleja × wardii C.Marquand

### Sinònims
Els següents noms científics són sinònims heterotípics de Buddleja:
- Adenoplea Radlk.
- Adenoplusia Radlk.
- Chilianthus Burch.
- Emorya Torr.
- Nicodemia Ten.
- Romana Vell.
- Semnos Raf.
- Toxina Noronha

## Història taxonòmica
Actualment està inclòs en la família Scrophulariaceae, però abans havia format part de la família Loganiaceae o de la seva pròpia família Buddlejaceae (Buddleiàcies).